# Hemphill, Texas
Hemphill är en stad i den amerikanska delstaten Texas med en yta av 6,3 km² och en folkmängd som uppgår till 1 198 invånare (2010). Hemphill är administrativ huvudort i Sabine County. Orten har fått sitt namn efter John Hemphill.